# الشعراوية
قرية الشعراوية هي إحدى القرى التابعة لمركز سمالوط بمحافظة المنيا في جمهورية مصر العربية. حسب إحصاءات سنة 2006، بلغ إجمالي السكان في الشعراوية 2744 نسمة، منهم 1402 رجل و1342 امرأة.